# Slow Horses
Slow Horses és una sèrie de televisió del gènere thriller d'espies basada en la sèrie de novel·les Slough House de Mick Herron, que comprèn (a data de setembre 2024) 8 títols principals: Slow Horses (2010), Dead Lions (2013), Real Tigers (2016), Spook Street (2017), London Rules (2018), Joe Country (2019), Slough House (2021), i Bad Actors (2022).
Els dos primers episodis de la primera temporada de la sèrie, basats en el llibre Slow Horses (2010), es van estrenar a Apple TV+ l'1 d'abril de 2022. La segona temporada, filmada simultàniament a la primera i basada en Dead Lions (2013), es va emetre a partir del 2 de desembre de 2022. La tercera temporada, basada en Real Tigers (2016), es va estrenar el 9 de novembre de 2023. La quarta temporada, Spook Street (basada en el llibre de 2017) es va estrenar el 4 de setembre de 2024. El gener de 2024 es va renovar per a una cinquena temporada, que es basarà en el cinquè llibre de la sèrie, London Rules (2018).

## Argument
Després d'una missió d'entrenament fallida i públicament vergonyosa, l'agent britànic de l'MI5 River Cartwright és exiliat a l'Slough House, una mena de purgatori administratiu per a agents rebutjats. Coneguts com a "slow horses" (cavalls lents), Cartwright i els seus companys han de fer tasques administratives avorrides i suportar el seu desagradable cap, Jackson Lamb, que espera que abandonin per avorriment i frustració. La vida a Slough House es defineix per la fatiga, fins que els "cavalls lents" queden enredats en un perillós joc maquinat pel MI5.

## Repartiment

### Principal
- Gary Oldman com a Jackson Lamb, cap de l'Slough House.
- Jack Lowden com a River Cartwright, agent de l'IM5 desterrat a l'oficina d'Slough House.
- Kristin Scott Thomas com a Diana Taverner, subdirectora general de l'MI5 i cap d'operacions de la "Segona Taula".

### Secundari
- Saskia Reeves com a Catherine Standish, secretària de Jackson Lamb a l'Slough House.
- Olivia Cooke com a Sidonie “Sid” Baker, agent competent de l'MI5 inexplicablement assignada a l'Slough House.
- Dustin Demri-Burns com a Min Harper, agent desterrat a l'Slough House.
- Rosalind Eleazar com a Louisa Guy, agent desterrat a l'Slough House.
- Paul Higgins com a Struan Loy, agent desterrat a l'Slough House.
- Christopher Chung com a Roddy Ho, exhacktivista desterrat a l'Slough House.
- Steven Waddington com a Jed Moody, exmembre de l'Slough House.
- Jonathan Pryce com a David Cartwright, avi del River Cartwright i agent retirat de l'MI5.
- Antonio Aakeel com a Hassan Ahmed, estudiant britànic d'origen pakistanès.
- Chris Reilly com a Nick Duffy, cap de la unitat de l'MI5 coneguda com "The Dogs".
- Freddie Fox com a James “Spider” Webb, agent de l'MI5 assignat a la seu de Regent's Park.
- Sophie Okonedo com a Ingrid Tearney, directora general de l'MI5 amb el nom en clau de "Primera Taula".
- Samuel West com a Peter Judd MP, polític i membre de l'ala dretana del Partit Conservador.
- Brian Vernel com a Curley, membre del grup d'ultradreta Sons of Albion.
- Sam Hazeldine com a Moe / Alan Black, agent d'incògnit de l'MI5 dins del grup d'ultradreta Sons of Albion.
- David Walmsley com a Larry, membre del grup d'ultradreta Sons of Albion.
- Stephen Walters com a Zeppo, membre del grup d'ultradreta Sons of Albion.
- Joey Ansah com l'agent Pierce.
- Paul Hilton com a Robert Hobden, periodista d'ultradreta.
- Bally Gill com l'agent Singh.
- Aimee-Ffion Edwards com a Shirley Dander (temporada 2),[7] agent que té problemes d'ira.
- Kadiff Kirwan com a Marcus Longridge (temporada 2),[7] agent que té problemes amb les apostes.

## Episodis

### Resum de les temporades
| Temporada | Temporada | Títol        | Episodis | Episodis | Dates d’estrena        | Dates d’estrena        |
| Temporada | Temporada | Títol        | Episodis | Episodis | Primera estrena        | Última estrena         |
| --------- | --------- | ------------ | -------- | -------- | ---------------------- | ---------------------- |
|           | 1         | Slow Horses  | 6        | 6        | 1 d'abril de 2022      | 29 d'abril de 2022     |
|           | 2         | Dead Lions   | 6        | 6        | 2 de desembre de 2022  | 30 de desembre de 2022 |
|           | 3         | Real Tigers  | 6        | 6        | 29 de novembre de 2023 | 27 de desembre de 2023 |
|           | 4         | Spook Street | 6        | 6        | 4 de setembre de 2024  | 9 d'octubre de 2024    |

### Primera Temporada:Slow Horses
| Núm. d'història | Episodi | Títol                  | Direcció    | Guió                          | Data d'estrena     |  |
| --------------- | ------- | ---------------------- | ----------- | ----------------------------- | ------------------ |  |
| 1               | 1       | "Failure's Contagious" | James Hawes | Will Smith                    | 1 d'abril de 2022  |  |
|                 |         |                        |             |                               |                    |  |
| 2               | 2       | "Work Drinks"          | James Hawes | Will Smith                    | 1 d'abril de 2022  |  |
|                 |         |                        |             |                               |                    |  |
| 3               | 3       | "Bad Tradecraft"       | James Hawes | Will Smith                    | 8 d'abril de 2022  |  |
|                 |         |                        |             |                               |                    |  |
| 4               | 4       | "Visiting Hours"       | James Hawes | Morwenna Banks                | 15 d'abril de 2022 |  |
|                 |         |                        |             |                               |                    |  |
| 5               | 5       | "Fiasco"               | James Hawes | Mark Denton i Jonny Stockwood | 22 d'abril de 2022 |  |
|                 |         |                        |             |                               |                    |  |
| 6               | 6       | "Follies"              | James Hawes | Will Smith                    | 29 d'abril de 2022 |  |
|                 |         |                        |             |                               |                    |  |

### Segona Temporada:Dead Lions
| Núm. d'història | Episodi | Títol                    | Direcció        | Guió                          | Data d'estrena         |  |
| --------------- | ------- | ------------------------ | --------------- | ----------------------------- | ---------------------- |  |
| 7               | 1       | "Last Stop"              | Jeremy Lovering | Will Smith                    | 2 de desembre de 2022  |  |
|                 |         |                          |                 |                               |                        |  |
| 8               | 2       | "From Upshott with Love" | Jeremy Lovering | Morwenna Banks                | 2 de desembre de 2022  |  |
|                 |         |                          |                 |                               |                        |  |
| 9               | 3       | "Drinking Games"         | Jeremy Lovering | Morwenna Banks                | 9 de desembre de 2022  |  |
|                 |         |                          |                 |                               |                        |  |
| 10              | 4       | "Cicada"                 | Jeremy Lovering | Mark Denton i Jonny Stockwood | 16 de desembre de 2022 |  |
|                 |         |                          |                 |                               |                        |  |
| 11              | 5       | "Boardroom Politics"     | Jeremy Lovering | Mark Denton i Jonny Stockwood | 23 de desembre de 2022 |  |
|                 |         |                          |                 |                               |                        |  |
| 12              | 6       | "Old Scores"             | Jeremy Lovering | Will Smith                    | 30 de desembre de 2022 |  |
|                 |         |                          |                 |                               |                        |  |

### Tercera Temporada:Real Tigers
| Núm. d'història | Episodi | Títol                     | Direcció       | Guió                                       | Data d'estrena         |  |
| --------------- | ------- | ------------------------- | -------------- | ------------------------------------------ | ---------------------- |  |
| 13              | 1       | "Strange Games"           | Saul Metzstein | Will Smith                                 | 29 de novembre de 2023 |  |
|                 |         |                           |                |                                            |                        |  |
| 14              | 2       | "Hard Lessons"            | Saul Metzstein | Will Smith                                 | 29 de novembre de 2023 |  |
|                 |         |                           |                |                                            |                        |  |
| 15              | 3       | "Negotiating With Tigers" | Saul Metzstein | Will Smith                                 | 6 de desembre de 2023  |  |
|                 |         |                           |                |                                            |                        |  |
| 16              | 4       | "Uninvited Guests"        | Saul Metzstein | Mick Herron, Mark Denton i Jonny Stockwood | 13 de desembre de 2023 |  |
|                 |         |                           |                |                                            |                        |  |
| 17              | 5       | "Cleaning Up"             | Saul Metzstein | Mick Herron, Mark Denton i Jonny Stockwood | 20 de desembre de 2023 |  |
|                 |         |                           |                |                                            |                        |  |
| 18              | 6       | "Footprints"              | Saul Metzstein | Mick Herron i Will Smith                   | 27 de desembre de 2023 |  |
|                 |         |                           |                |                                            |                        |  |

### Quarta temporada:Spook Street
| Núm. total | Núm. de la temporada | Títol                      | Direcció         | Guió                                     | Data d'estrena original |
| ---------- | -------------------- | -------------------------- | ---------------- | ---------------------------------------- | ----------------------- |
| 19         | 1                    | «Identity Theft»           | Adam Randall     | Will Smith                               | 4 de setembre de 2024   |
| 20         | 2                    | «A Stranger Comes to Town» | Sense determinar | Sense determinar                         | 11 de setembre de 2024  |
| 21         | 3                    | «Penny for Your Thoughts»  | Adam Randall     | Morwenna Banks                           | 18 de setembre de 2024  |
| 22         | 4                    | «Returns»                  | Adam Randall     | Morwenna Banks                           | 25 de setembre de 2024  |
| 23         | 5                    | «Grave Danger»             | Adam Randall     | Mark Denton, Jonny Stockwood, Will Smith | 2 d'octubre de 2024     |
| 24         | 6                    | «Hello Goodbye»            | Adam Randall     | Will Smith                               | 9 d'octubre de 2024     |

## Strange Game
La cançó principal, Strange Game, és interpretada per Mick Jagger, líder dels The Rolling Stones, que va coescriure-la amb el compositor del programa Daniel Pemberton, qui li va fer arribar una primera versió. Jagger va acceptar participar-hi i va escriure els primers versos. A partir d'aquí, va ser una cocreació que ha definit en bona part el caràcter de la sèrie.
La lletra del tema és molt explícita del context en el que es desenvolupen les històries de Slow Horses:
| Surrounded by losers Misfits and boozers Hanging by your fingernails You made one mistake You got burned at the stake You're finished, you're foolish, you failed There's always a hope On this slippery slope Somewhere a ghost of a chance To get back in that game And burn off your shame And dance with the big boys again It's a strange, strange game Strange, strange game Such a shame, shame, shame Yes a strange game You got to carry the blame In this strange game You're out on a limb And you're trying to get in It's a strange game You piled up the corpses Exhausted your sources Living right under a cloud The odds are against you The gods haven't blessed you You better get back on the rails Drill down on the data Keep pushing the paper The damps dripping down on the walls It's a million to one There's a place in the sun To dance with the big boys again It's a strange, strange game Strange, oh, so strange You don't even know my real name It's a strange game You got to carry the blame In this strange strange game You're out on a limb Trying hard to get in It's a strange game. | Envoltat de perdedors Inadaptats i borratxos Penjat per les ungles Has comès un error T'han cremat a la foguera Estàs acabat, ets ximple, has fracassat Sempre hi ha una esperança En aquest pendent relliscós En algun lloc un espectre d'oportunitat Per tornar a aquest joc I cremar la teva vergonya I tornar a ballar amb els grans És un joc estrany, estrany Joc estrany, estrany Quina vergonya, vergonya, vergonya Sí, un joc estrany T'ha tocat portar la culpa En aquest joc estrany Estàs en perill I estàs intentant entrar-hi És un joc estrany Vas amuntegar els cadàvers Esgotar les teves fonts Vivint sota un núvol Les probabilitats estan en contra teva Els déus no t'han beneït Millor que tornis als rails Estudia les dades Belluga dossiers La humitat regalima per les parets És un milió a un Hi ha un lloc sota el sol I tornar a ballar amb els grans És un joc estrany, estrany Estrany, oh, tan estrany Ni tan sols saps el meu nom real És un joc estrany T'ha tocat ser el culpable En aquest joc estrany, estrany Estàs en perill Esforçant-te a entrar-hi És un joc estrany. |
| | |

## Producció
Apple TV+ va encarregar la sèrie l'octubre de 2019, amb Gary Oldman anunciat com a protagonista. El repartiment es va completar el desembre del 2020 amb les incorporacions d'Olivia Cooke, Jonathan Pryce, Kristin Scott Thomas i Jack Lowden. Cada temporada es basa en un sol llibre de la col·lecció, però la primera temporada, excepcionalment, consta de dos conjunts de sis episodis, amb informacions contradictoris sobre si això significa dues temporades de sis episodis o una temporada en dues parts.
El rodatge, originalment pensat per a principis del 2020 es va endarrerir per la Covid19 fins a finals d'any, començant el 30 de novembre de 2020 a Anglaterra i va continuar fins al febrer de 2021. El juliol de 2021, el rodatge va continuar a Stroud (Gloucestershire).
El juny de 2022, abans de l'estrena de la segona temporada, la sèrie ja es va renovar per a una tercera i quarta temporada, que es basarà en els llibres dos i tres de la col·lecció. Saul Metzstein ha estat anunciat com a director de la sèrie 3. Al març de 2023, el rodatge de la 3a temporada s'havia completat i el rodatge de la quarta estava a punt de començar. La 4a temporada serà dirigida per Adam Randall.